# 帕特里齐娅·库默尔
帕特里齐娅·库默尔（德語：Patrizia Kummer，1987年10月16日—），瑞士女子单板滑雪运动员。她曾代表瑞士参加2014年、2018年和2022年冬季奥林匹克运动会单板滑雪比赛，获得一枚金牌。